# M (1931년 영화)
M(M - Eine Stadt sucht einen Mörder)은 1931년 개봉한 독일 스릴러 영화이다. 프리츠 랑이 감독했다. 각본은 감독과 그의 아내 테아 폰 하르보우가 맡았다. 프리츠 랑의 첫 유성영화이다. 그의 작품 중 가장 훌륭한 작품으로 꼽히며, 감독 자신도 그렇게 인정하였다.

## 줄거리
유아살인자가 한 독일의 도시를 공포에 떨게 만든다. 도시 전체에서 살인자를 찾고 있는 경찰 때문에 마피아들의 사업이 어려워 지자, 마피아들이 길거리 곳곳에 있는 거지들을 이용해 직접 살인자를 찾아내기로 한다.
결국 경찰과 마피아는 동시에 살인자를 잡게 되고, 살인자는 자신의 혼란스러운 내면을 설명한다. "길을 걸으면 누군가 나를 쫓아오는 것을 느껴. 그것은 나 자신이야! 내 자신으로부터 도망치고 싶지만 불가능해! 그리고 신문에서 내가 어떤 짓을 했는지 읽게 돼. 내가 이런 짓을 했다고?"

## 출연

### 주연
- 프리츠 랑
- 칼 볼브레트
- 프리츠 아르노 바그너

### 조연
- 피터 로어
- 폴 켐프
- 데오도르 루스

## 같이 보기
- 역대 최고의 영화 목록